# معجون حراري

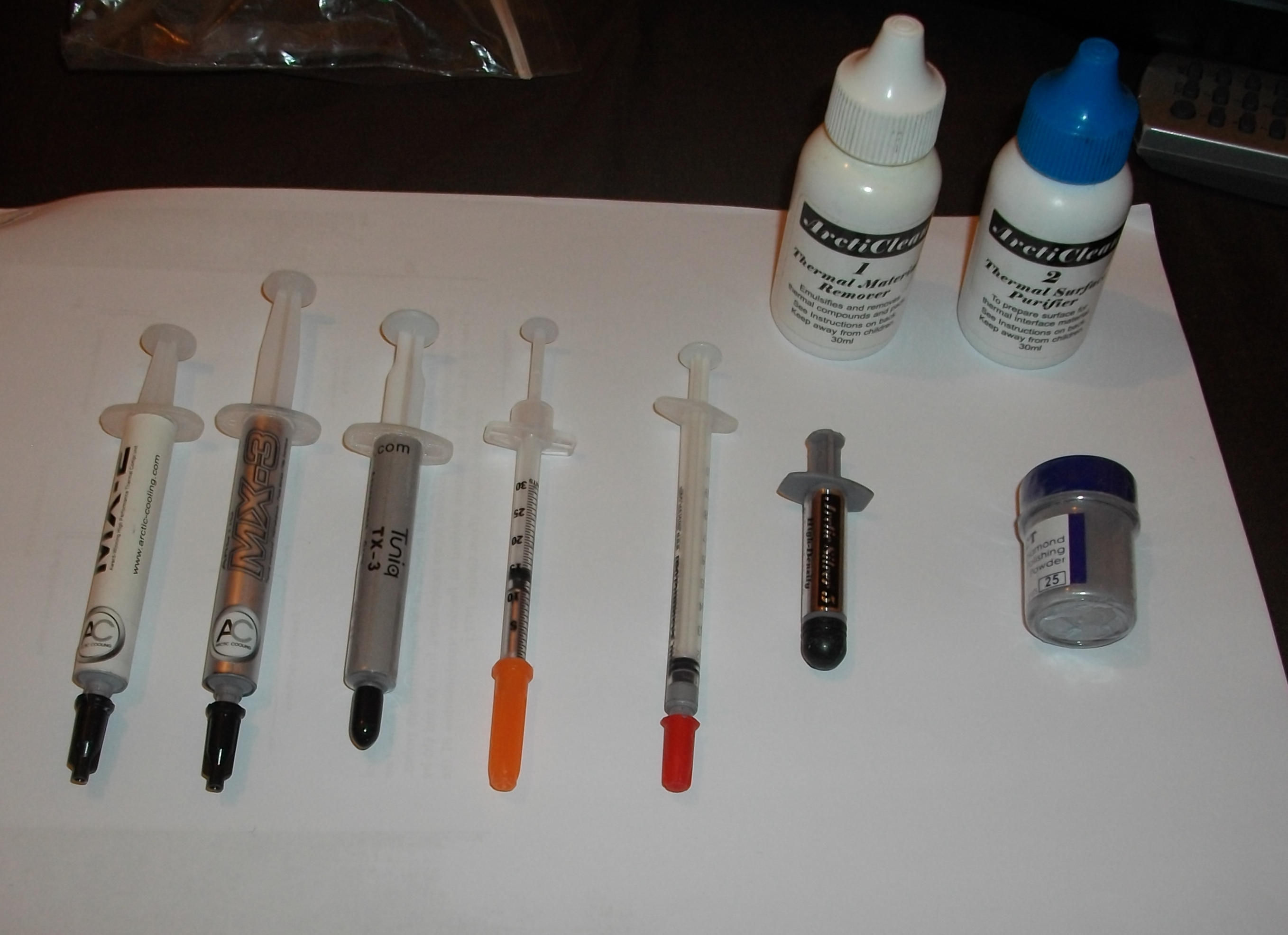
مجموعة معاجين حرارية متنوعة.

المعجون الحراري هو مادة سائلة تساعد على توصيل الحرارة بين سطحين مختلفين. يستخدم المعجون الحراري غالباً في أجهزة الحاسوب وتوضع طبقة ما بين المعالج والمشتت الحراري.
المعجون الحراري يحسن أداء مشتت الحرارة بملء الفراغات الهوائية عندما تضغط المشتت الحراري على مكون يصدر الحرارة (مثل المعالج) حيث أن المعاجين الحرارية أفضل بـ8000 مرة من الهواء في توصيل الحرارة.